# Skøyenåsen Station
Skøyenåsen Station (Skøyenåsen stasjon) er en metrostation på Østensjøbanen på T-banen i Oslo. Stationen ligger i Skøyenåsen i bydelen Østensjø.
I 2015 blev stationen ombygget til metrostandard med genåbning 10. januar 2016. I den forbindelse blev der etableret LED-belysning, to læskure på hver perron, cykelparkering og en ny adgangsvej til Skøyenåsen Skole.